# Elixia
Elixia est une limonade artisanale fabriquée à Champagnole, dans le département du Jura (France).
La limonade Elixia fut créée en 1856 par Faustin Girardet, ce qui en fait la limonade la plus ancienne de France. Toujours en activité de nos jours, la limonaderie est tournée vers le passé :
- elle utilise la même recette qu'au XIXe siècle (eau, sucre et arômes naturels sont les seuls ingrédients);
- elle utilise le même matériel de fabrication qu'au XIXe siècle;
- l'eau est issue du massif jurassien dont Champagnole fait partie;
- la bouteille est à fermeture mécanique comme à l'époque.

Néanmoins, une nouvelle image et une nouvelle étiquette ont vu le jour en l'an 2000. Cette limonade est présentée nature et sous 11 parfums différents et originaux  : naturelle citron, bourgeon de sapin, cerise griotte, fraise des bois, mirabelle et myrtille, cassis, mangue, fruit de la passion et framboise et cola avec extrait de vanille de Tahiti.
Elle est également disponible sous une autre gamme issue de cultures biologiques soit: Nature et citron, fleur d'oranger, à la rose. 
Au printemps 2018, l'entreprise intègre à sa gamme biologique trois nouveaux parfums: Gingembre, menthe poivrée et la fleur de sureau, qui sera médaillée d'or Salon Epicure 2018.
La principale zone de vente de cette boisson est naturellement le Jura. Elle est proposée en apéritif dans de nombreux restaurants du Haut-Jura, dans les magasins spécialisés, les épiceries fines et dans certains commerces. Dans ce territoire, elle remplace les autres limonades qui sont pour le coup peu ou pas proposées.
Elle est également distribuée dans toute la France ainsi qu'en Belgique, aux États-Unis, en Grande-Bretagne, en Suisse et nouvellement au Canada où elle est proposée par Importations Tribeca.